# Frösunda, Vallentuna kommun
Frösunda är en småort i Frösunda socken i Vallentuna kommun, belägen ungefär en mil nordväst om Vallentuna. Direkt norr om småorten ligger Frösunda kyrka och Roslagsbanans station Frösunda.

## Galleri

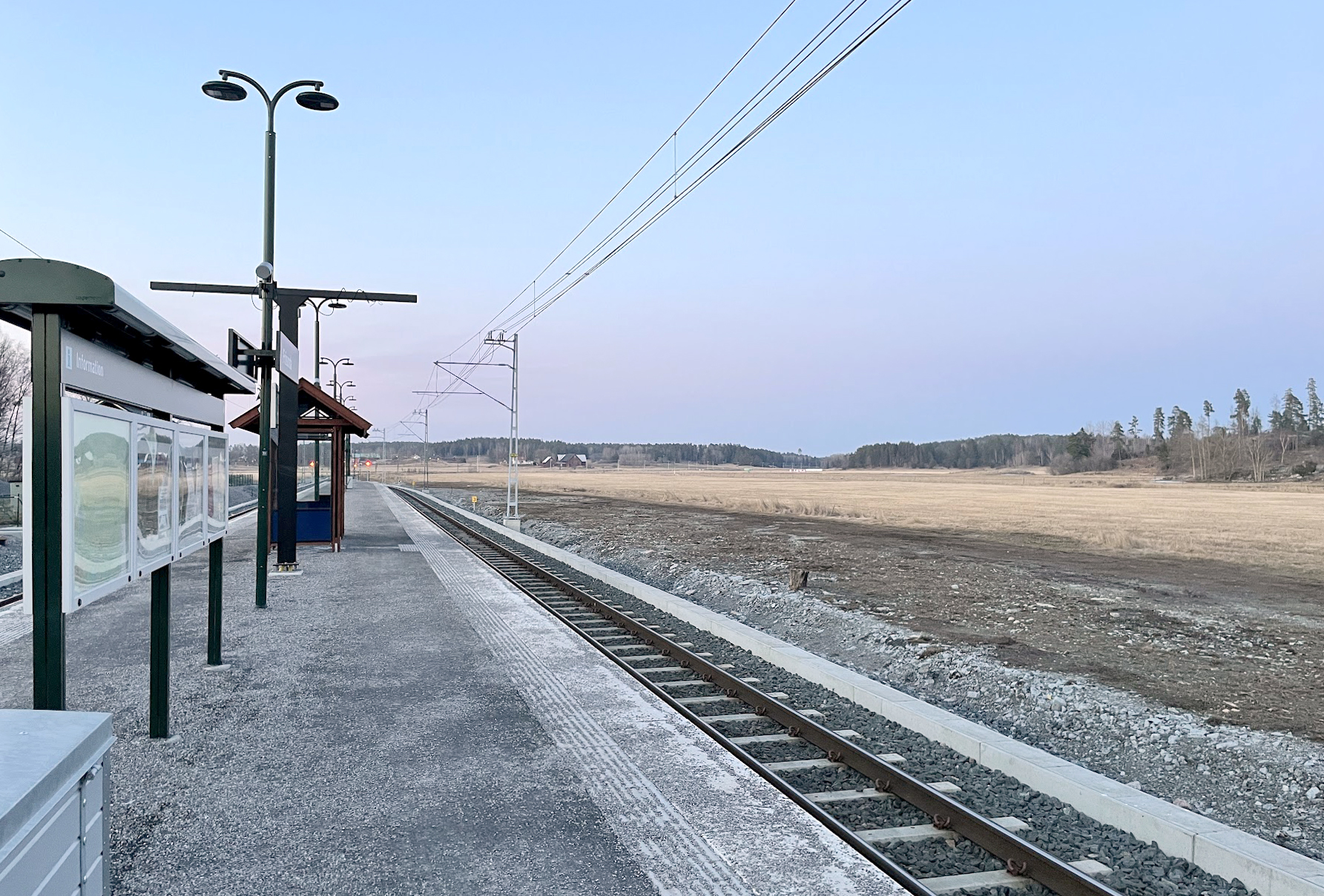
Plattform i mars 2022
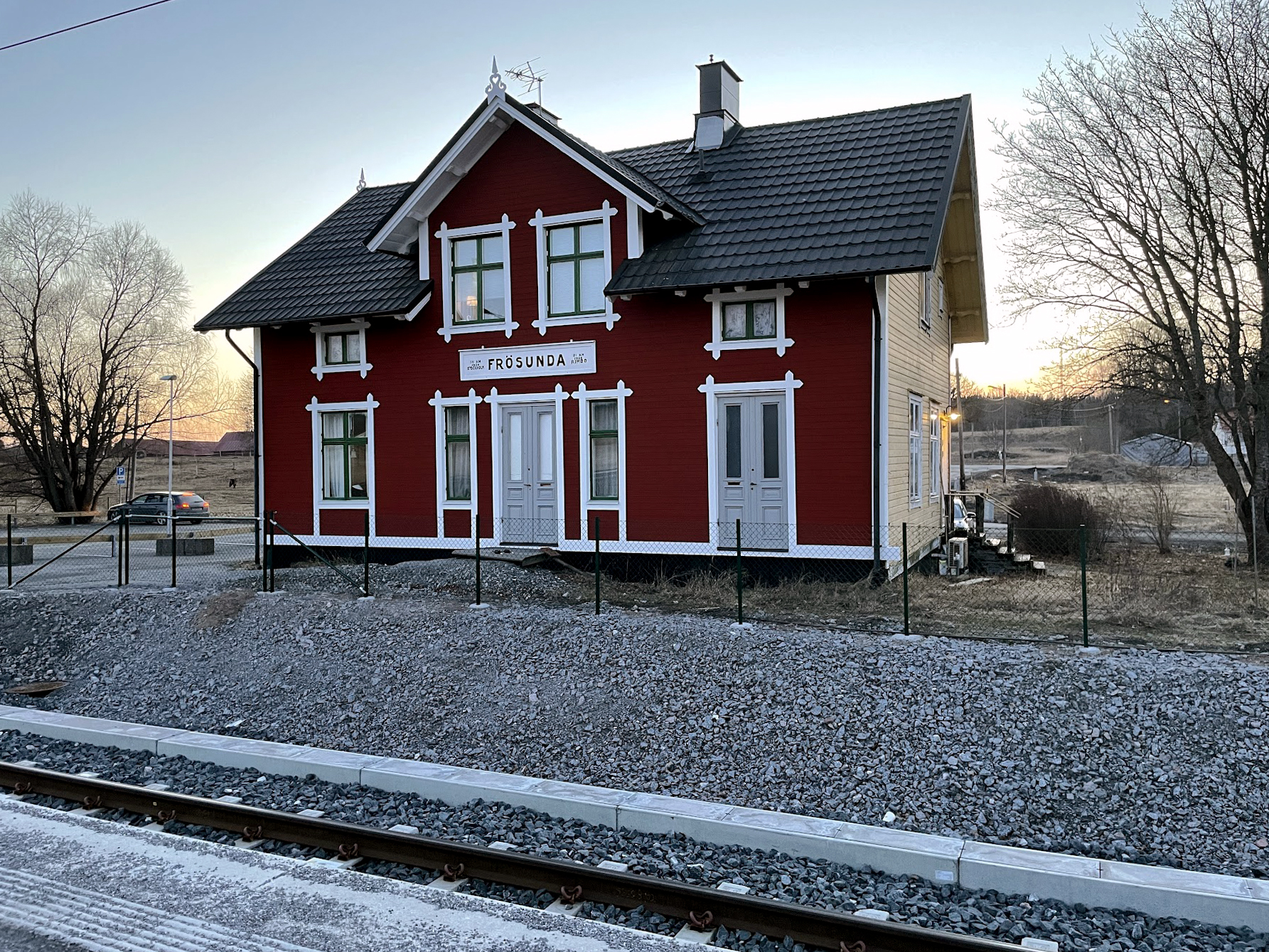
Stationsbyggnad i mars 2022
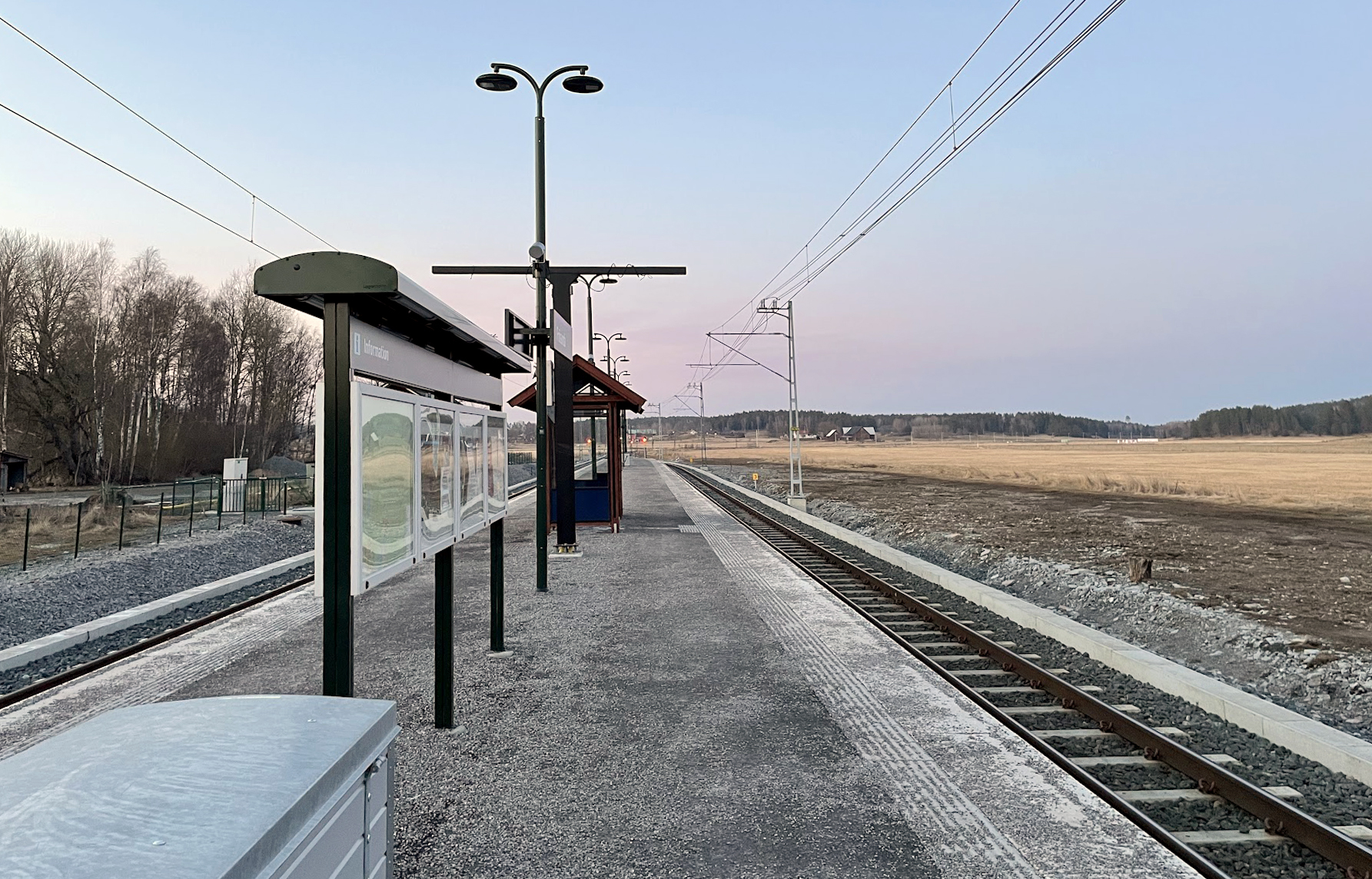
Plattform i mars 2022
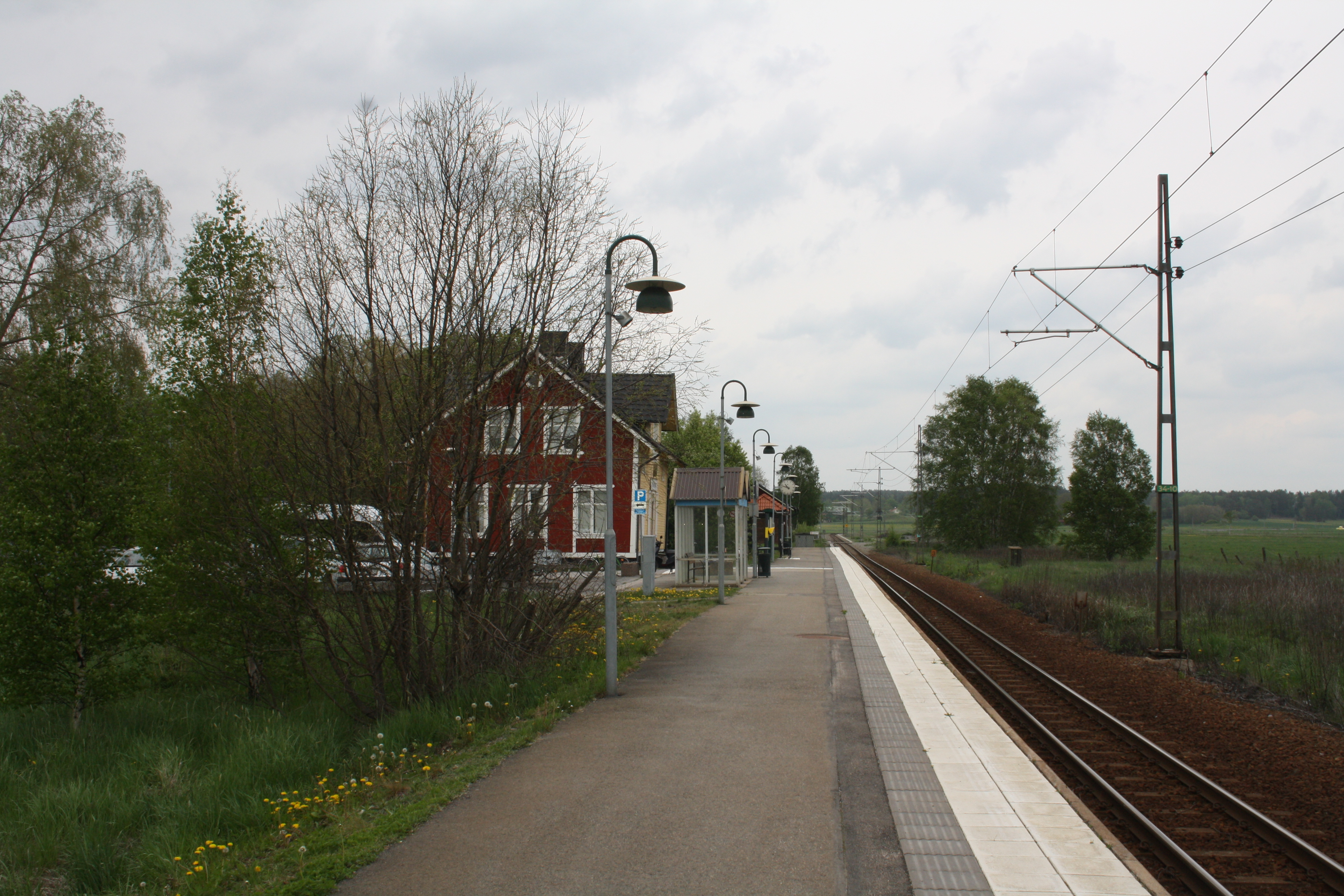
Station före ombyggnad
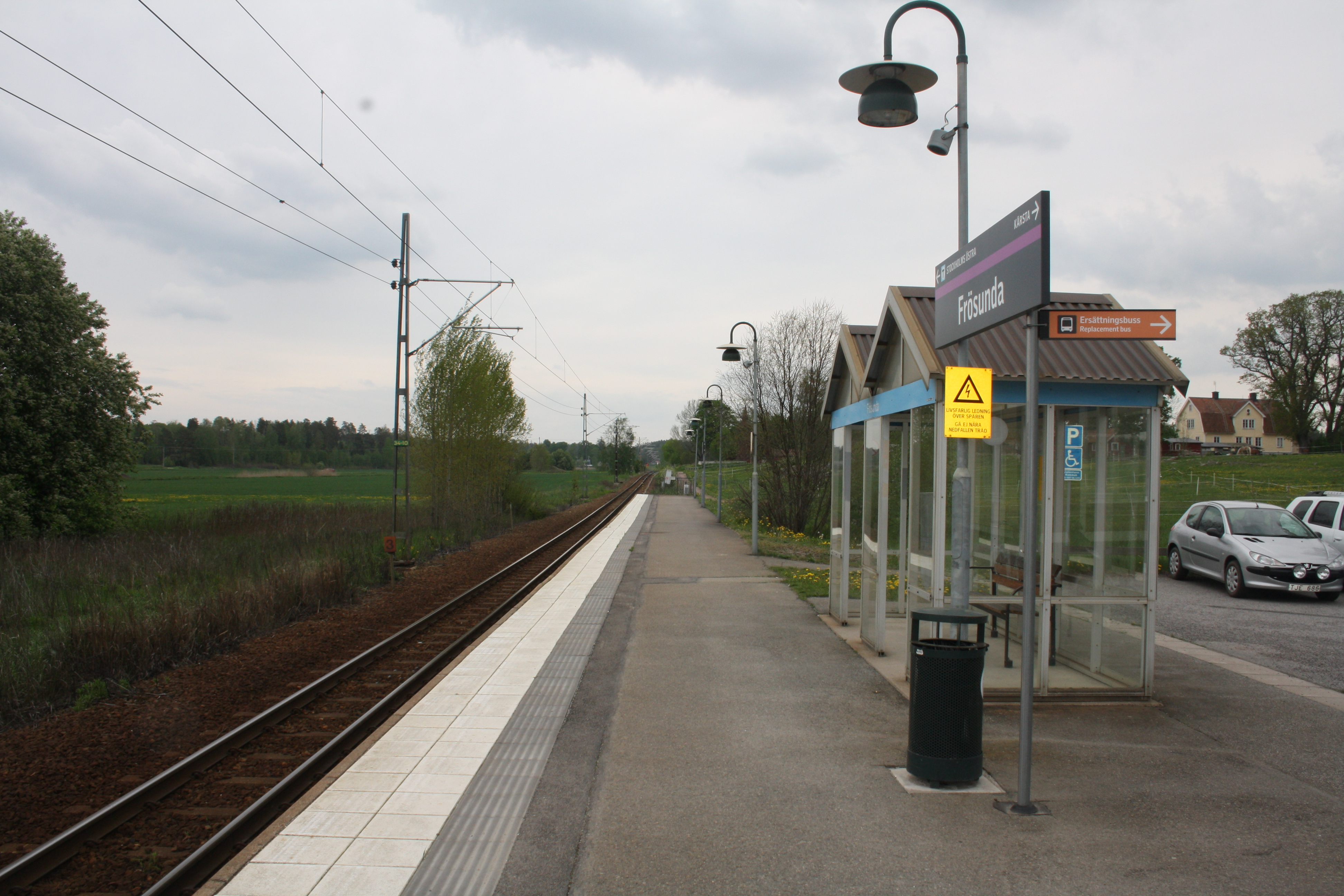
Station före ombyggnad